# BYO Split Series
BYO Split Series is een serie splitalbums uitgebracht door het label BYO Records. Op elk album spelen twee bands elk de helft van het album. De serie ging in 1999 van start en heeft inmiddels 5 albums opgeleverd. Het meest recente album komt uit 2004.
Op de officiële website van BYO Records konden fragmenten van de meeste splitalbums in mp3-formaat beluisterd en ook gedownload worden, totdat de site in 2015 offline ging.

## Albums
| Jaar | Titel                    | Bands                            |
| ---- | ------------------------ | -------------------------------- |
| 1999 | BYO Split Series, Vol. 1 | Leatherface en Hot Water Music   |
| 1999 | BYO Split Series, Vol. 2 | Swingin' Utters en Youth Brigade |
| 2002 | BYO Split Series, Vol. 3 | NOFX en Rancid                   |
| 2002 | BYO Split Series, Vol. 4 | The Bouncing Souls en Anti-Flag  |
| 2004 | BYO Split Series, Vol. 5 | Alkaline Trio en One Man Army    |